# Невероятното пътешествие на факира, който се заклещи в гардероб на ИКЕА
Невероятното пътешествие на факира, който се заклещи в гардероб на ИКЕА (на френски: „L'Extraordinaire Voyage du fakir qui était resté coincé dans une armoire Ikea“) е роман на Ромен Пуертолас, публикуван на 21 август 2013 г. от издателство „Льо Дилетант“.

## Резюме
Внимание:  Текстът по-долу разкрива сюжета на произведението (или части от него)!
Един индийски факир пристига в Париж, за да си закупи легло от пирони от магазин на Икеа. Този бедняк, нечестен и манипулативен, така както го изисква занаята му, по някакво щуро стечение на обстоятелствата се оказва заклещен в един гардероб и започва дълго пътуване. Един ром – таксиметров шофьор, нелегална група суданци, с която героят го свързва приятелство и най-вече една среща, тази с една млада французойка, Мари, която ще бъде един от няколко електрошока за факира през неговото пътуване. Това пътуване, за малко извън обществото, ще бъде случай да се постави отново на дневен ред въпросът с мястото на имиграцията и нелегалните в съвременното общество.

## Възприемане от критиката
Това е вторият роман на неговия автор. Той е отличен от книжарите и от критиката, които подчертават хумора на книгата , , . Жером Гарсен резюмира творбата сравнявайки я с хумора на Монти Пайтън или чрез колизия с „Волтер от Гролан“. Романът дебютира в началото на септември 2013 г. и е разглеждан като явление, като правата му за превод да закупени от над 30 страни още преди появата на оригинала във Франция .

## Издания
- Льо Дилетант, 2013 ISBN 978-2-84263-776-7 [4].
- Издание в България: Обсидиан, 2014, ISBN 978-954-769-366-1[5]

## В България
Книгата е издадена в България през втората половина на 2014 г. от издателство „Обсидиан“. Заглавието на българския превод е „Невероятното пътешествие на факира, който се заклещи в гардероб на ИКЕА“ Преводач е Албена Стамболова.